# Denia Caballero
Denia Caballero Ponce (ur. 13 stycznia 1990 w Caibarién) – kubańska lekkoatletka specjalizująca się w rzucie dyskiem.
W 2011 wygrała mistrzostwa Ameryki Środkowej i Karaibów, była finalistką mistrzostw świata oraz zdobyła brązowy medal igrzysk panamerykańskich.
W 2015 triumfowała podczas igrzysk panamerykańskich oraz wywalczyła złoty medal mistrzostw świata w Pekinie. Brązowa medalistka igrzysk olimpijskich w Rio de Janeiro (2016). Rok później w finale konkursu dyskobolek w mistrzostwach świata w Londynie zajęła piąte miejsce. Srebrna medalistka światowego czempionatu w Dosze (2019).
Medalistka mistrzostw kraju oraz kubańskich igrzysk narodowych.
Rekord życiowy: 70,65 (20 czerwca 2015, Bilbao).

## Osiągnięcia
| Rok  | Impreza                                  | Miejsce        | Pozycja           | Wynik |
| ---- | ---------------------------------------- | -------------- | ----------------- | ----- |
| 2011 | Mistrzostwa Ameryki Środkowej i Karaibów | Mayagüez       | 1. miejsce        | 62,06 |
| 2011 | Mistrzostwa świata                       | Daegu          | 9. miejsce        | 60,73 |
| 2011 | Igrzyska panamerykańskie                 | Guadalajara    | 3. miejsce        | 58,63 |
| 2012 | Igrzyska olimpijskie                     | Londyn         | el. – 26. miejsce | 58,78 |
| 2013 | Mistrzostwa świata                       | Moskwa         | 8. miejsce        | 62,80 |
| 2014 | Igrzyska Ameryki Środkowej i Karaibów    | Xalapa         | 1. miejsce        | 64,47 |
| 2015 | Igrzyska panamerykańskie                 | Toronto        | 1. miejsce        | 65,39 |
| 2015 | Mistrzostwa świata                       | Pekin          | 1. miejsce        | 69,28 |
| 2016 | Igrzyska olimpijskie                     | Rio de Janeiro | 3. miejsce        | 65,34 |
| 2017 | Mistrzostwa świata                       | Londyn         | 5. miejsce        | 64,37 |
| 2019 | Mistrzostwa świata                       | Doha           | 2. miejsce        | 68,44 |
| 2021 | Igrzyska olimpijskie                     | Tokio          | el. – 23. miejsce | 57,96 |